# Universidade Nacional de La Plata

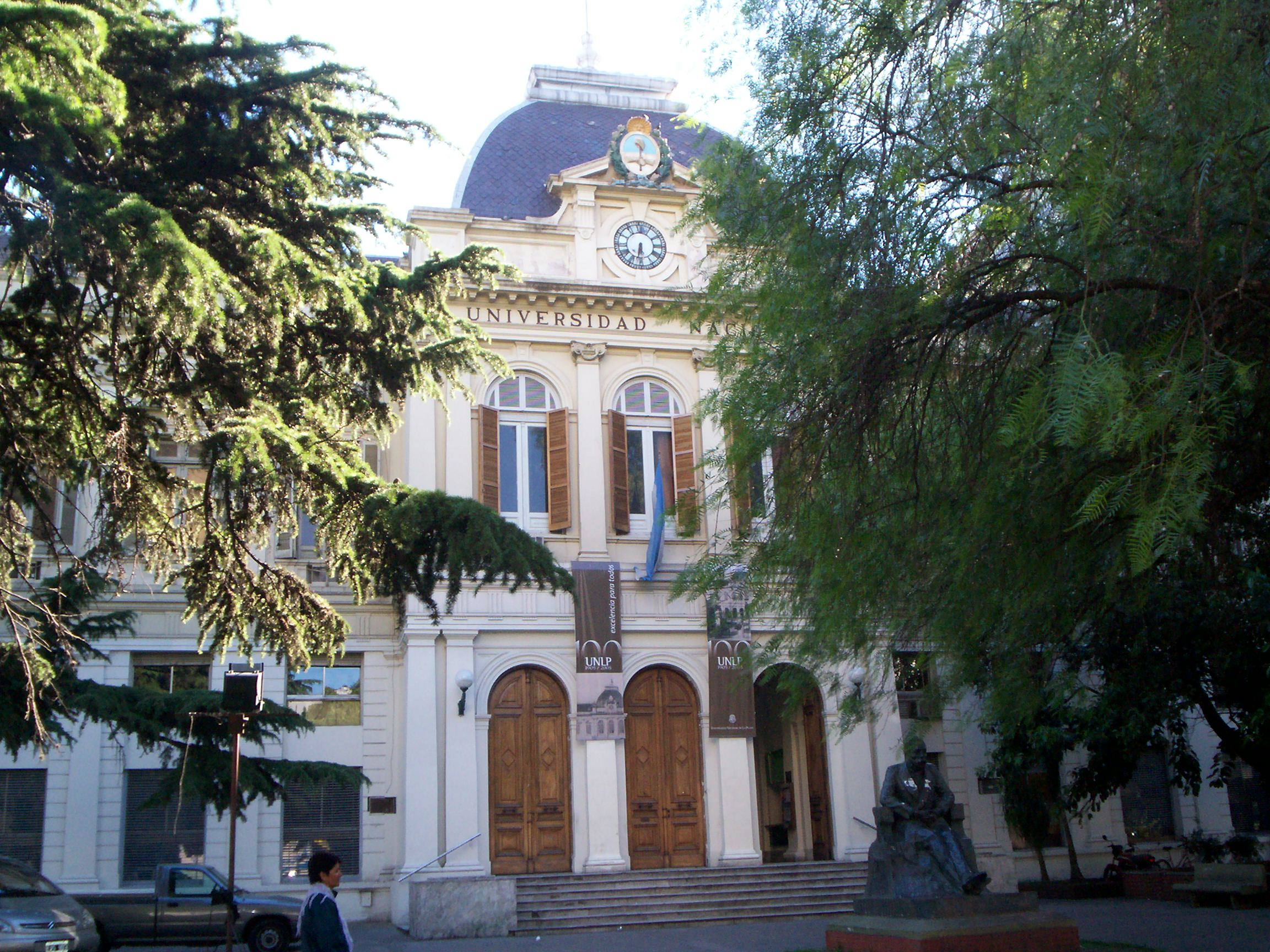
Reitoria da Universidade Nacional de La Plata.

A Universidad Nacional de La Plata (UNLP) é uma universidade pública da Argentina. Tem a sua sede localizada na cidade de La Plata. Conta com 17 faculdades, 137 carreira de graduação, 167 de pós graduação, cerca de 11 mil docentes e mais de 120 mil alunos. Foi fundada em 1897 por Rafael Hernández. Segundo o QS World University Rankings, é a segunda melhor universidade da Argentina, atrás apenas da Universidade de Buenos Aires, e uma das melhores da América Latina.

## Alunos e professores notórios
Entre os muitos intelectuais que passaram pela universidade, foram alunos:
- Cristina Kirchner
- Emilio Pettoruti
- Ernesto Sabato
- Mario Bunge
- Raúl Alfonsín
- Carlos Saavedra Lamas
- René Favaloro
- Néstor García Canclini
- Pedro Luis Barcia
- Ricardo Balbín
- Néstor Kirchner